# Žabovke
Žabovke (znanstveno ime Batrachoidiformes) so skupina rib kostnic, ki jih lahko najdemo na peščenem in blatnem dnu obalnih voda po vsem svetu. Značilna zanje sta nekoliko širša glava in rjavosiva koža, tako da spominjajo na žabe, poleg tega pa so samci nekaterih vrst z uporabo svojih plavalnih mehurjev sposobni tudi »petja«. Klasificiramo jih kot Batrachoididae, kar je edina družina v redu Batrachoidiformes, vanjo pa uvrščamo okrog 70 vrst v 19 rodovih. Kadar žabovke prijemamo, moramo paziti, da se ne zbodemo z bodicami, ki jih imajo po telesu, saj so pri nekaterih vrstah strupene.